# إمدن
إمدن (بالألمانية: Emden)‏ هي مدينة تقع في ولاية ساكسونيا السفلى في شمال ألمانيا. يبلغ عدد سكانها حوالي 51,507 نسمة (2004).

## المناخ
يظهر الجدول التالي التغييرات المناخية على مدار السنة لإمدن:
| البيانات المناخية لـإمدن          | البيانات المناخية لـإمدن | البيانات المناخية لـإمدن | البيانات المناخية لـإمدن | البيانات المناخية لـإمدن | البيانات المناخية لـإمدن | البيانات المناخية لـإمدن | البيانات المناخية لـإمدن | البيانات المناخية لـإمدن | البيانات المناخية لـإمدن | البيانات المناخية لـإمدن | البيانات المناخية لـإمدن | البيانات المناخية لـإمدن | البيانات المناخية لـإمدن |
| الشهر                             | يناير                    | فبراير                   | مارس                     | أبريل                    | مايو                     | يونيو                    | يوليو                    | أغسطس                    | سبتمبر                   | أكتوبر                   | نوفمبر                   | ديسمبر                   | المعدل السنوي            |
| --------------------------------- | ------------------------ | ------------------------ | ------------------------ | ------------------------ | ------------------------ | ------------------------ | ------------------------ | ------------------------ | ------------------------ | ------------------------ | ------------------------ | ------------------------ | ------------------------ |
| متوسط درجة الحرارة الكبرى °م (°ف) | 4.7 (40.5)               | 5.6 (42.1)               | 9.0 (48.2)               | 13.5 (56.3)              | 17.0 (62.6)              | 19.7 (67.5)              | 22.2 (72.0)              | 22.2 (72.0)              | 18.4 (65.1)              | 13.6 (56.5)              | 8.5 (47.3)               | 4.8 (40.6)               | 13.3 (55.9)              |
| متوسط درجة الحرارة الصغرى °م (°ف) | −0.1 (31.8)              | -0.0 (32.0)              | 1.7 (35.1)               | 3.6 (38.5)               | 7.2 (45.0)               | 10.1 (50.2)              | 12.7 (54.9)              | 12.7 (54.9)              | 10.0 (50.0)              | 6.4 (43.5)               | 3.3 (37.9)               | 0.1 (32.2)               | 5.6 (42.2)               |
| معدل هطول الأمطار مم (إنش)        | 66.8 (2.63)              | 47.6 (1.87)              | 60.9 (2.40)              | 39.9 (1.57)              | 55.8 (2.20)              | 79.1 (3.11)              | 80.3 (3.16)              | 71.3 (2.81)              | 81.5 (3.21)              | 75.6 (2.98)              | 74.3 (2.93)              | 67.9 (2.67)              | 801 (31.54)              |
| ساعات سطوع الشمس الشهرية          | 53.0                     | 70.7                     | 122.7                    | 179.5                    | 216.6                    | 204.4                    | 211.3                    | 186.2                    | 143.3                    | 112.7                    | 54.3                     | 51.5                     | 1٬606٫2                  |
| المصدر: Météoclimat               |                          |                          |                          |                          |                          |                          |                          |                          |                          |                          |                          |                          |                          |

## توأمة
لإمدن اتفاقيات توأمة مع كل من:
- ناحية هيلينغدون في لندن (1961 - 2012)
- هاوغسوند (2009 - )
- برنتسلاو (1990 - 2008)
- أرخانغلسك (1989 - )

## أعلام
- ولفغانغ بيترسن
- سيمون بوسبوم
- أوتو والكيس
- مارتن هرمان فابر
- ألبرشت، دوق ساكسونيا
- هيلما ساندرز-برامز